# Mesquita Fadhloun
A mesquita Fadhloun ou Jama' Fadloud ou Jemaâ Fadhloun; em árabe: جامع فضلون) é uma mesquita da Tunísia situada nos arredores da localidade de Midoun, na ilha de Djerba. Foi construída no século XIV num estilo muito característico e particular dos edifícios religiosos daquela ilha do sul da Tunísia, mas a sua planta é atípica, única no património arquitetónica tunisino.

## Descrição
A sala de oração, de forma quadrada com 7,5 por 7,2 metros, é coberta por nove cúpulas apoiadas em quatro colunas centrais que delimitam três naves. A nave central termina num mirabe com a forma de um simples nicho sem decoração. O mimbar em pedra é composto por três degraus. O teto, onde se ergue um minarete atarracado com dois andares, é acessível por uma escadaria a partir da sala de oração. O primeiro andar do minarete é quadrado e o segundo é circular, com diversos nichos e coroado por uma pequena cúpula. Na parte exterior, a sala de oração é reforçada com vários contrafortes.
O pátio ocupa uma área de 530 m² a céu aberto e é delimitado por um muro em três lados, um deles com um mirabe, dito de verão, é também usado para orações. No pátio encontra-se igualmente o parapeito duma cisterna.
A área total da mesquita é de 850 m² e tem dependências internas e externas, entre as quais uma sala de ensino do Alcorão, uma sala de abluções, uma padaria subterrânea, uma cozinha, vários quartos, um moinho de cereais, uma sala fúnebre e um armazém de víveres.
Além das funções religiosas, de ensino e de aprovisionamento de pão, com a sua arquitetura em forma de pequena fortaleza, a mesquita tinha a função de segunda linha de defesa, onde a primeira linha era constituída pelos fortes (borjs) da costa.
À semelhança do que acontece com quase todas as mesquitas ainda em uso para oração na Tunísia, a Jemâa Fadhloun era interdita a não muçulmanos. Em 2005, depois de restaurada pelo Instituto Nacional do Património (INP) e pela Agência Nacional de Exploração do Património (Anep), foi aberta ao público, passando a ser cobradas entradas aos turistas. A mesquita, uma das imagens de marca de da ilha, passou a integrar muitos circuitos turísticos. No entanto, em janeiro de 2011, durante os tumultos da Revolução de Jasmim, a mesquita foi ocupada por fundamentalistas islâmico, que expulsaram os funcionários que controlavam as entradas e proibiram a entrada a não muçulmanos. Em julho de 2011 estava em negociação um compromisso, reabrindo a mesquita aos turistas exceto durante as horas de oração e a sua preparação, mas receava-se que a situação não fosse durável.